# تشارلز فيرنون كالفر
تشارلز فيرنون كالفر هو سياسي أمريكي، ولد في 6 سبتمبر 1830 في لوغان في الولايات المتحدة، وتوفي في 10 يناير 1909 في فيلادلفيا في الولايات المتحدة. نشط حزبياً في الحزب الجمهوري. وقد انتخب عضو مجلس النواب الأمريكي ‏.